# Родригес, Педро (футболист)
Пе́дро Элие́сер Родри́гес Леде́сма (исп. Pedro Eliezer Rodríguez Ledesma; род. 28 июля 1987[…], Санта-Крус-де-Тенерифе, Канарские острова, Испания), более известный как просто Педро, — испанский футболист, нападающий итальянского клуба «Лацио».
Воспитанник футбольной академии «Барселоны». За первую команду дебютировал 12 января 2008 года. Всего за семь сезонов в основном составе клуба Педро сыграл 320 матчей, забил 99 голов во всех турнирах и выиграл 20 трофеев, включая пять титулов чемпиона Испании и три Лиги чемпионов УЕФА. В сезоне 2009/2010, Педро стал первым игроком в истории футбола, забивавшим голы в шести клубных турнирах по ходу сезона, в которых его команда принимала участие.
В 2010 году Педро дебютировал за национальную сборную Испании. Это случилось 20 мая в товарищеском матче против сборной Саудовской Аравии (3:2). Чемпион мира (2010) и чемпион Европы (2012). Единственный в мире игрок, побеждавший во всех основных международных турнирах — Лиге чемпионов, Лиге Европы, Суперкубке УЕФА, Клубном чемпионате мира, чемпионате мира и чемпионате Европы. Но не единственный за всё время. Ранее это достижение покорилось Юргену Коллеру, который так же выиграл все значимые командные трофеи своего времени. Так же важно учитывать что есть латиноамериканские игроки для которых чемпионат Европы не доступен, но при этом есть Копа Америка

## Ранние годы
Педро Родригес родился в Санта-Крус-де-Тенерифе на Канарских островах. В возрасте 17 лет Педро присоединился к молодёжной команде «Барселоны», приехав из местного клуба «Сан-Исидро».

## Клубная карьера

### «Барселона»
Начал свою карьеру в сезоне 2003/04 в команде одного из низших испанских дивизионов «Сан-Исидро» на родных Канарских островах, отметившись играми как за юношеский, так и за основной состав. Оттуда перебрался в юниорскую команду «Барселоны», за различные юниорские и молодёжные команды «сине-гранатовых» отыграл три сезона. В 2007 году был приглашён в резервную команду «каталонцев» — «Барселону B». Педро был ключевым игроком «Барселоны B», когда команда выиграла Терсеру, а он сам отметился 7 забитыми голами в 37 играх. Первый матч за основной состав «Барселоны» провёл 11 сентября 2007 года в финале Кубка Каталонии, где его команда уступила «Химнастику» со счётом 1:2. 12 января 2008 года дебютировал в матче Кубка Испании против «Мурсии», в котором «сине-гранатовые» обыграли соперника со счётом 4:0.

#### Сезон 2008/09
Педро был частью команды в предсезонных матчах и сразу же начал оправдывать ожидания, забив голы в товарищеских играх «Хиберниану» и «Нью-Йорк Ред Буллз». 13 августа 2008 года Педро провёл свой первый матч в еврокубках, это была домашняя встреча третьего квалификационного раунда Лиги чемпионов УЕФА против краковской «Вислы» (4:0). Свой первый матч на групповом этапе Лиги чемпионов провел 16 сентября, выйдя на замену Тьерри Анри в матче против лиссабонского"Спортинга" (3:1).
Всего в сезоне 2008/09 Педро провел 14 матчей, в Примере он сыграл против «Хетафе», «Валенсии», «Реал Вальядолида» и «Осасуны» (домашнее поражение 0:1, уже после досрочного завоевания титула), в общей сложности его игровое время составило 365 минут. В Кубке Испании он сыграл против «Бенидорма» и «Атлетико Мадрид».. В финале Лиги чемпионов УЕФА, он вышел на поле на последних минутах встречи, заменив Андреса Иньесту. Также канарец довольно часто попадал в заявку на матчи, но на поле не выходил.

#### Сезон 2009/10
28 августа 2009 года Педро забил победный мяч в овертайме матча за Суперкубок УЕФА в ворота донецкого «Шахтёра», игра завершилась со счётом 1:0.
В сезоне 2009/10 стал полноценным игроком стартового состава, вытеснив оттуда Тьерри Анри. Испанец часто забивает очень важные для команды мячи — именно он сравнял счет в финале Клубного чемпионата мира против «Эстудиантеса», он забил гол в ворота аргентинской команды за 3 минуты до конца основного времени матча. Также Педро забил второй мяч в ворота «Реал Мадрида» в «Эль-Класико». Исход того матча фактически решил исход чемпионской гонки.
Помимо важных голов, Педро нередко забивает и очень красивые мячи. В матче 32-го тура Примеры против «Депортиво Ла-Корунья» он забил гол с дистанции 50 метров — поблизости от центрального круга — после неудачного выноса мяча голкипером команды соперника Даниэлем Арансубией.
Педро стал лучшим бомбардиром среди всех воспитанников «Барселоны», проводящих свой второй сезон в команде — 12 мячей. Для сравнения — Лионель Месси в свой второй сезон в каталонском клубе забил 11 мячей.

### «Челси»

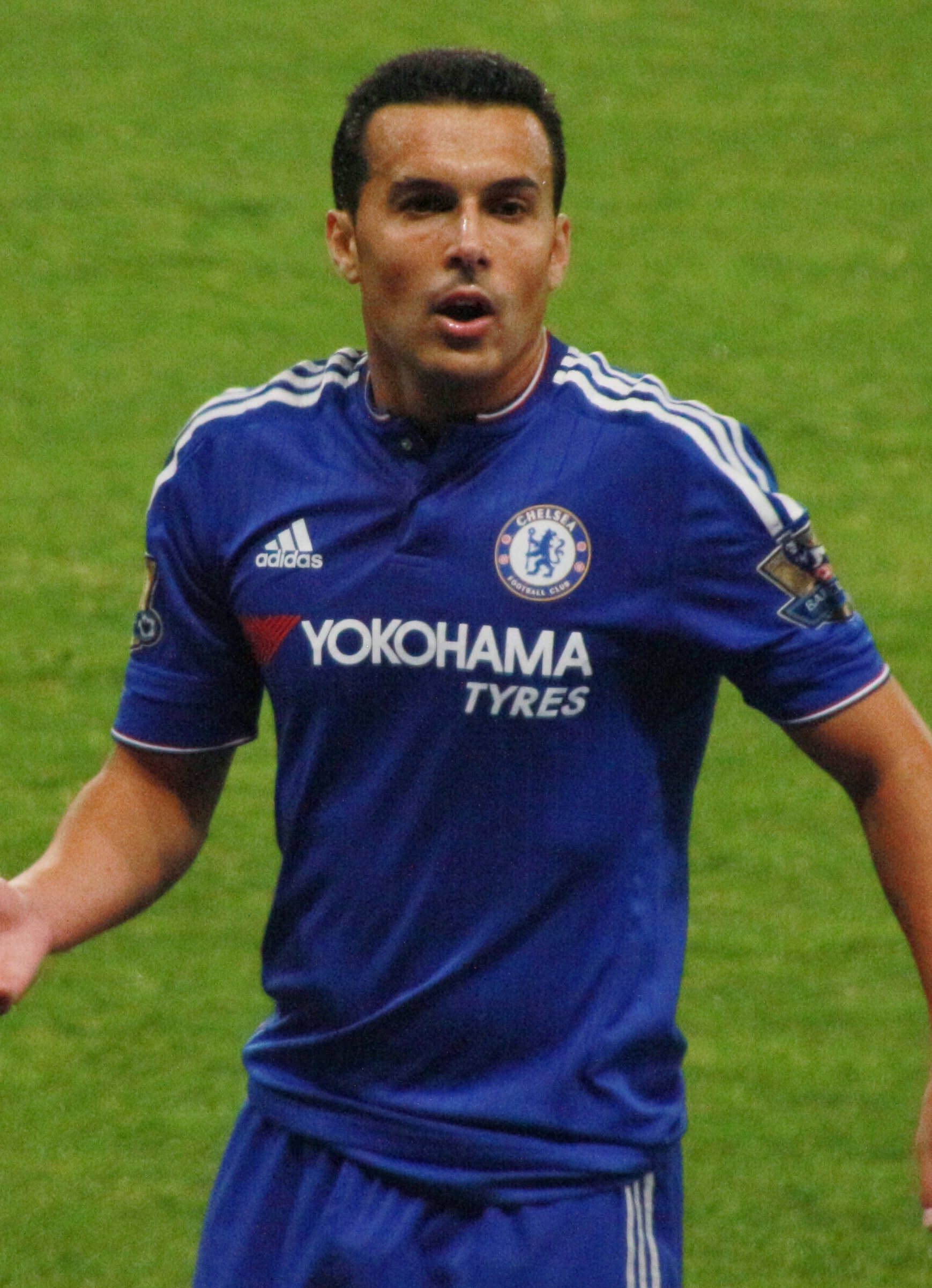
Педро в составе «Челси» в 2015 году

20 августа 2015 года, после проявленного интереса со стороны «Манчестер Юнайтед», Педро присоединился к лондонскому «Челси», подписав 4-летний контракт. Сумма трансфера составила 19 млн фунтов стерлингов (26,6 млн евро), так же к этой сумме прилагаются бонусы, с учётом которых переход игрока может достичь 21,4 млн фунтов (30 млн евро). 23 августа 2015 года, Педро дебютировал в основном составе «пенсионеров» в матче против «Вест Бромвич Альбион» (3:2), в этом же матче он отметился первым голом и голевой передачей за новый клуб, а «Челси» смог одержать первую победу в сезоне. 13 февраля 2016 года оформил первый дубль в составе лондонской команды в матче против «Ньюкасла». Отметим, что мог отметиться хет-триком, но не стал «отбирать» гол Диего Косты, не добив мяч, летевший уже в пустой угол ворот. Всего сыграл за сезон 39 матчей, в которых отметился 8 голами.
В сезоне 2016/17 «Челси» под руководством Антонио Конте после провального начала сезона перешел на схему 3-4-3. Место правого свободного вингера занял Педро, который оправдал возлагавшие на него надежды не раз принося результат команде. Педро сыграл в 43 матчах и забил в них 13 голов. В итоге «Челси» стал чемпионом Англии, а также вышел в финал кубка Англии. Педро забил гол в финале Лиги Европы лондонскому «Арсеналу», став при этом первым футболистом, забивавшим в финалах Лиги чемпионов, Лиги Европы и Суперкубке УЕФА.

### «Рома»
25 августа 2020 года на правах свободного агента перешёл в итальянскую «Рому». Контракт подписан до 30 июня 2023 года. 19 сентября 2020 года, Педро дебютировал в за «джалоросси» в матче против «Вероны», который, несмотря на то, что закончился вничью (0:0), позже было зафиксировано техническое поражение «Ромы» (0:3). 3 октября 2020 года, в матче с «Удинезе», Педро отметился первым голом за «волков», который оказался единственным в данном матче (1:0).

### «Лацио»
19 августа 2021 года, Педро перешёл в римский «Лацио». Футболист перешёл в стан «бьянкочелести» без выплаты финансовой компенсации «Роме». Контракт подписан до 30 июня 2023 года. Прямой переход испанского футболиста из «Ромы» в «Лацио» стал первым трансфером между двумя клубами с 1981 года. 26 сентября 2021 года Педро забил первый гол за новый клуб в матче против своего предыдущего клуба «Ромы» (3:2). Таким образом Педро стал третьим футболистом после Арне Семольссона и Александара Коларова, которому удавалось забить голы в Римском дерби будучи футболистом как «Ромы», так и «Лацио».

## Международная карьера
Педро дебютировал за основную сборную страны 29 мая 2010 года в товарищеском матче против Саудовской Аравии, закончившемся победой сборной Испании со счетом 3:2. 8 июня 2010 года в товарищеском матче против сборной Польши Педро забивает свой первый гол за сборную, а также ассистирует Фернандо Торресу (разгром поляков — 6:0). В 2010 году попал в заявку сборной Испании на чемпионат мира 2010 в ЮАР, где играл под 18 номером и стал чемпионом мира. Через два года Педро вместе с Испанией стал чемпионом Европы. 12 октября 2012 года Педро в составе сборной Испании в рамках отборочного турнира на чемпионат мира 2014 оформил первый, в профессиональной карьере, хет-трик в ворота сборной Беларуси (0:4).

## Статистика выступлений

### Клубная статистика
| Выступление      | Выступление      | Выступление      | Лига | Лига | Кубок | Кубок | Кубок лиги | Кубок лиги | Еврокубки | Еврокубки | Прочие | Прочие | Итого | Итого |
| Клуб             | Лига             | Сезон            | Игры | Голы | Игры  | Голы  | Игры       | Голы       | Игры      | Голы      | Игры   | Голы   | Игры  | Голы  |
| ---------------- | ---------------- | ---------------- | ---- | ---- | ----- | ----- | ---------- | ---------- | --------- | --------- | ------ | ------ | ----- | ----- |
| Барселона C      | Терсера          | 2005/06          | 34   | 4    | —     | —     | —          | —          | —         | —         | —      | —      | 34    | 4     |
| Барселона C      | Терсера          | 2006/07          | 36   | 6    | —     | —     | —          | —          | —         | —         | —      | —      | 36    | 6     |
| Барселона C      | Итого            | Итого            | 70   | 10   | —     | —     | —          | —          | —         | —         | —      | —      | 70    | 10    |
| Барселона B      | Сегунда В        | 2006/07          | 1    | 0    | —     | —     | —          | —          | —         | —         | —      | —      | 1     | 0     |
| Барселона B      | Терсера          | 2007/08          | 37   | 7    | —     | —     | —          | —          | —         | —         | —      | —      | 37    | 7     |
| Барселона B      | Сегунда В        | 2008/09          | 17   | 10   | —     | —     | —          | —          | —         | —         | —      | —      | 17    | 10    |
| Барселона B      | Итого            | Итого            | 55   | 17   | —     | —     | —          | —          | —         | —         | —      | —      | 55    | 17    |
| Барселона        | Примера          | 2007/08          | 2    | 0    | 0     | 0     | —          | —          | —         | —         | —      | —      | 2     | 0     |
| Барселона        | Примера          | 2008/09          | 6    | 0    | 3     | 0     | —          | —          | 5         | 0         | —      | —      | 14    | 0     |
| Барселона        | Примера          | 2009/10          | 34   | 12   | 4     | 3     | —          | —          | 9         | 4         | 5      | 4      | 52    | 23    |
| Барселона        | Примера          | 2010/11          | 33   | 13   | 7     | 4     | —          | —          | 12        | 5         | 1      | 0      | 53    | 22    |
| Барселона        | Примера          | 2011/12          | 29   | 5    | 5     | 4     | —          | —          | 9         | 4         | 5      | 0      | 48    | 13    |
| Барселона        | Примера          | 2012/13          | 28   | 7    | 5     | 1     | —          | —          | 10        | 1         | 2      | 1      | 45    | 10    |
| Барселона        | Примера          | 2013/14          | 37   | 15   | 8     | 3     | —          | —          | 7         | 1         | 2      | 0      | 54    | 19    |
| Барселона        | Примера          | 2014/15          | 35   | 6    | 6     | 5     | —          | —          | 9         | 0         | —      | —      | 50    | 11    |
| Барселона        | Примера          | 2015/16          | 0    | 0    | 0     | 0     | —          | —          | 0         | 0         | 3      | 1      | 3     | 1     |
| Барселона        | Итого            | Итого            | 204  | 58   | 38    | 20    | —          | —          | 61        | 15        | 18     | 6      | 321   | 99    |
| Челси            | Премьер-лига     | 2015/16          | 29   | 7    | 4     | 0     | 1          | 1          | 6         | 0         | —      | —      | 40    | 8     |
| Челси            | Премьер-лига     | 2016/17          | 35   | 9    | 5     | 4     | 3          | 0          | —         | —         | —      | —      | 43    | 13    |
| Челси            | Премьер-лига     | 2017/18          | 31   | 4    | 6     | 2     | 3          | 0          | 7         | 1         | 1      | 0      | 48    | 7     |
| Челси            | Премьер-лига     | 2018/19          | 31   | 8    | 1     | 0     | 5          | 0          | 14        | 5         | 1      | 0      | 52    | 13    |
| Челси            | Премьер-лига     | 2019/20          | 11   | 1    | 6     | 0     | 2          | 1          | 3         | 0         | 1      | 0      | 23    | 2     |
| Челси            | Итого            | Итого            | 137  | 29   | 22    | 6     | 14         | 2          | 30        | 6         | 3      | 0      | 206   | 43    |
| Рома             | Серия А          | 2020/21          | 27   | 5    | 1     | 0     | —          | —          | 12        | 1         | —      | —      | 40    | 6     |
| Рома             | Итого            | Итого            | 27   | 5    | 1     | 0     | —          | —          | 12        | 1         | —      | —      | 40    | 6     |
| Лацио            | Серия А          | 2021/22          | 32   | 9    | 1     | 0     | —          | —          | 8         | 1         | —      | —      | 41    | 10    |
| Лацио            | Серия А          | 2022/23          | 36   | 4    | 2     | 0     | —          | —          | 8         | 3         | —      | —      | 46    | 7     |
| Лацио            | Серия А          | 2023/24          | 33   | 1    | 3     | 0     | —          | —          | 8         | 2         | 1      | 0      | 45    | 3     |
| Лацио            | Серия А          | 2024/25          | 17   | 5    | 1     | 0     | —          | —          | 8         | 4         | —      | —      | 26    | 9     |
| Лацио            | Итого            | Итого            | 118  | 19   | 7     | 0     | —          | —          | 32        | 10        | 1      | 0      | 158   | 29    |
| Всего за карьеру | Всего за карьеру | Всего за карьеру | 611  | 138  | 68    | 26    | 14         | 2          | 135       | 32        | 22     | 6      | 850   | 204   |

### Выступления за сборную
| Сборная          | Год              | Отборочные матчи ЧМ | Отборочные матчи ЧМ | Финальные матчи ЧМ | Финальные матчи ЧМ | Отборочные матчи ЧЕ | Отборочные матчи ЧЕ | Финальные матчи ЧЕ | Финальные матчи ЧЕ | Кубок конфедераций | Кубок конфедераций | Товарищеские матчи | Товарищеские матчи | Итого | Итого |
| Сборная          | Год              | Игры                | Голы                | Игры               | Голы               | Игры                | Голы                | Игры               | Голы               | Игры               | Голы               | Игры               | Голы               | Игры  | Голы  |
| ---------------- | ---------------- | ------------------- | ------------------- | ------------------ | ------------------ | ------------------- | ------------------- | ------------------ | ------------------ | ------------------ | ------------------ | ------------------ | ------------------ | ----- | ----- |
| Испания          | 2010             | -                   | -                   | 5                  | 0                  | 1                   | 0                   | -                  | -                  | -                  | -                  | 5                  | 1                  | 11    | 1     |
| Испания          | 2011             | -                   | -                   | -                  | -                  | 1                   | 0                   | -                  | -                  | -                  | -                  | 3                  | 1                  | 4     | 1     |
| Испания          | 2012             | 3                   | 3                   | -                  | -                  | -                   | -                   | 3                  | 0                  | -                  | -                  | 2                  | 4                  | 8     | 7     |
| Испания          | 2013             | 5                   | 1                   | -                  | -                  | -                   | -                   | -                  | -                  | 4                  | 1                  | 5                  | 2                  | 14    | 4     |
| Испания          | 2014             | -                   | -                   | 2                  | 0                  | 4                   | 2                   | -                  | -                  | -                  | -                  | 5                  | 1                  | 11    | 3     |
| Испания          | 2015             | -                   | -                   | -                  | -                  | 4                   | 0                   | -                  | -                  | -                  | -                  | 2                  | 0                  | 6     | 0     |
| Испания          | 2016             | -                   | -                   | -                  | -                  | -                   | -                   | 2                  | 0                  | -                  | -                  | 4                  | 1                  | 6     | 1     |
| Испания          | 2017             | 3                   | 0                   | -                  | -                  | -                   | -                   | -                  | -                  | -                  | -                  | 2                  | 0                  | 5     | 0     |
| Всего за карьеру | Всего за карьеру | 11                  | 4                   | 7                  | 0                  | 10                  | 2                   | 5                  | 0                  | 4                  | 1                  | 28                 | 10                 | 65    | 17    |

### Матчи и голы за сборную
| Матчи и голы Педро за сборную Испании | Матчи и голы Педро за сборную Испании | Матчи и голы Педро за сборную Испании | Матчи и голы Педро за сборную Испании | Матчи и голы Педро за сборную Испании | Матчи и голы Педро за сборную Испании |
| №                                     | Дата                                  | Оппонент                              | Счёт                                  | Голы                                  | Соревнование                          |
| ------------------------------------- | ------------------------------------- | ------------------------------------- | ------------------------------------- | ------------------------------------- | ------------------------------------- |
| 1                                     | 29 мая 2010                           | Саудовская Аравия                     | 3:2                                   | —                                     | Товарищеский матч                     |
| 2                                     | 3 июня 2010                           | Республика Корея                      | 1:0                                   | —                                     | Товарищеский матч                     |
| 3                                     | 8 июня 2010                           | Польша                                | 6:0                                   | 1                                     | Товарищеский матч                     |
| 4                                     | 16 июня 2010                          | Швейцария                             | 0:1                                   | —                                     | Финальные матчи ЧМ-2010               |
| 5                                     | 29 июня 2010                          | Португалия                            | 1:0                                   | —                                     | Финальные матчи ЧМ-2010               |
| 6                                     | 3 июля 2010                           | Парагвай                              | 1:0                                   | —                                     | Финальные матчи ЧМ-2010               |
| 7                                     | 7 июля 2010                           | Германия                              | 1:0                                   | —                                     | Финальные матчи ЧМ-2010               |
| 8                                     | 11 июля 2010                          | Нидерланды                            | 1:0                                   | —                                     | Финальные матчи ЧМ-2010               |
| 9                                     | 11 августа 2010                       | Мексика                               | 1:1                                   | —                                     | Товарищеский матч                     |
| 10                                    | 3 сентября 2010                       | Лихтенштейн                           | 4:0                                   | —                                     | Отборочные матчи ЧЕ-2012              |
| 11                                    | 7 сентября 2010                       | Аргентина                             | 1:4                                   | —                                     | Товарищеский матч                     |
| 12                                    | 9 февраля 2011                        | Колумбия                              | 1:0                                   | —                                     | Товарищеский матч                     |
| 13                                    | 7 июня 2011                           | Венесуэла                             | 3:0                                   | 1                                     | Товарищеский матч                     |
| 14                                    | 2 сентября 2011                       | Чили                                  | 3:2                                   | —                                     | Товарищеский матч                     |
| 15                                    | 11 октября 2011                       | Шотландия                             | 3:1                                   | —                                     | Отборочные матчи ЧЕ-2012              |
| 16                                    | 23 июня 2012                          | Франция                               | 2:0                                   | —                                     | Финальные матчи ЧЕ-2012               |
| 17                                    | 27 июня 2012                          | Португалия                            | 0:0, 4:2, пен.                        | —                                     | Финальные матчи ЧЕ-2012               |
| 18                                    | 1 июля 2012                           | Италия                                | 4:0                                   | —                                     | Финальные матчи ЧЕ-2012               |
| 19                                    | 7 сентября 2012                       | Саудовская Аравия                     | 5:0                                   | 2                                     | Товарищеский матч                     |
| 20                                    | 11 сентября 2012                      | Грузия                                | 1:0                                   | —                                     | Отборочные матчи ЧМ-2014              |
| 21                                    | 12 октября 2012                       | Беларусь                              | 4:0                                   | 3                                     | Отборочные матчи ЧМ-2014              |
| 22                                    | 16 октября 2012                       | Франция                               | 1:1                                   | —                                     | Отборочные матчи ЧМ-2014              |
| 23                                    | 14 ноября 2012                        | Панама                                | 5:1                                   | 2                                     | Товарищеский матч                     |
| 24                                    | 6 февраля 2013                        | Уругвай                               | 3:1                                   | 2                                     | Товарищеский матч                     |
| 25                                    | 22 марта 2013                         | Финляндия                             | 1:1                                   | —                                     | Отборочные матчи ЧМ-2014              |
| 26                                    | 26 марта 2013                         | Франция                               | 1:0                                   | 1                                     | Отборочные матчи ЧМ-2014              |
| 27                                    | 11 июня 2013                          | Ирландия                              | 2:0                                   | —                                     | Товарищеский матч                     |
| 28                                    | 16 июня 2013                          | Уругвай                               | 2:1                                   | 1                                     | Кубок конфедераций 2013               |
| 29                                    | 23 июня 2013                          | Нигерия                               | 3:0                                   | —                                     | Кубок конфедераций 2013               |
| 30                                    | 27 июня 2013                          | Италия                                | 0:0, 7:6, пен.                        | —                                     | Кубок конфедераций 2013               |
| 31                                    | 30 июня 2013                          | Бразилия                              | 0:3                                   | —                                     | Кубок конфедераций 2013               |
| 32                                    | 6 сентября 2013                       | Финляндия                             | 2:0                                   | —                                     | Отборочные матчи ЧМ-2014              |
| 33                                    | 10 сентября 2013                      | Чили                                  | 2:2                                   | —                                     | Товарищеский матч                     |
| 34                                    | 12 октября 2013                       | Беларусь                              | 2:1                                   | —                                     | Отборочные матчи ЧМ-2014              |
| 35                                    | 15 октября 2013                       | Грузия                                | 2:0                                   | —                                     | Отборочные матчи ЧМ-2014              |
| 36                                    | 17 ноября 2013                        | Экваториальная Гвинея                 | 2:1                                   | —                                     | Товарищеский матч                     |
| 37                                    | 19 ноября 2013                        | ЮАР                                   | 0:1                                   | —                                     | Товарищеский матч                     |
| 38                                    | 5 марта 2014                          | Италия                                | 1:0                                   | 1                                     | Товарищеский матч                     |
| 39                                    | 30 мая 2014                           | Боливия                               | 2:0                                   | —                                     | Товарищеский матч                     |
| 40                                    | 7 июня 2014                           | Сальвадор                             | 2:0                                   | —                                     | Товарищеский матч                     |
| 41                                    | 13 июня 2014                          | Нидерланды                            | 1:5                                   | —                                     | Финальные матчи ЧМ-2014               |
| 42                                    | 18 июня 2014                          | Чили                                  | 0:2                                   | —                                     | Финальные матчи ЧМ-2014               |
| 43                                    | 4 сентября 2014                       | Франция                               | 0:1                                   | —                                     | Товарищеский матч                     |
| 44                                    | 8 сентября 2014                       | Македония                             | 5:1                                   | 1                                     | Отборочные матчи ЧЕ-2016              |
| 45                                    | 9 октября 2014                        | Словакия                              | 1:2                                   | —                                     | Отборочные матчи ЧЕ-2016              |
| 46                                    | 12 октября 2014                       | Люксембург                            | 4:0                                   | —                                     | Отборочные матчи ЧЕ-2016              |
| 47                                    | 15 ноября 2014                        | Беларусь                              | 3:0                                   | 1                                     | Отборочные матчи ЧЕ-2016              |
| 48                                    | 18 ноября 2014                        | Германия                              | 0:1                                   | —                                     | Товарищеский матч                     |
| 49                                    | 27 марта 2015                         | Украина                               | 1:0                                   | —                                     | Отборочные матчи ЧЕ-2016              |
| 50                                    | 31 марта 2015                         | Нидерланды                            | 0:2                                   | —                                     | Товарищеский матч                     |
| 51                                    | 14 июня 2015                          | Беларусь                              | 1:0                                   | —                                     | Отборочные матчи ЧЕ-2016              |
| 52                                    | 5 сентября 2015                       | Словакия                              | 2:0                                   | —                                     | Отборочные матчи ЧЕ-2016              |
| 53                                    | 9 октября 2015                        | Люксембург                            | 4:0                                   | —                                     | Отборочные матчи ЧЕ-2016              |
| 54                                    | 13 ноября 2015                        | Англия                                | 2:0                                   | —                                     | Товарищеский матч                     |
| 55                                    | 27 марта 2016                         | Румыния                               | 0:0                                   | —                                     | Товарищеский матч                     |
| 56                                    | 29 мая 2016                           | Босния и Герцеговина                  | 3:1                                   | 1                                     | Товарищеский матч                     |
| 57                                    | 1 июня 2016                           | Республика Корея                      | 6:1                                   | —                                     | Товарищеский матч                     |
| 58                                    | 7 июня 2016                           | Грузия                                | 0:1                                   | —                                     | Товарищеский матч                     |
| 59                                    | 13 июня 2016                          | Чехия                                 | 1:0                                   | —                                     | Финальные матчи ЧЕ-2016               |
| 60                                    | 27 июня 2016                          | Италия                                | 0:2                                   | —                                     | Финальные матчи ЧЕ-2016               |
| 61                                    | 28 марта 2017                         | Франция                               | 2:0                                   | —                                     | Товарищеский матч                     |
| 62                                    | 7 июня 2017                           | Колумбия                              | 2:2                                   | —                                     | Товарищеский матч                     |
| 63                                    | 11 июня 2017                          | Македония                             | 2:1                                   | —                                     | Отборочные матчи ЧМ-2018              |
| 64                                    | 5 сентября 2017                       | Лихтенштейн                           | 8:0                                   | —                                     | Отборочные матчи ЧМ-2018              |
| 65                                    | 9 октября 2017                        | Израиль                               | 1:0                                   | —                                     | Отборочные матчи ЧМ-2018              |

Итого: 65 матчей / 17 голов; 45 побед, 8 ничьих, 12 поражений.

## Достижения
Командные
«Барселона B»
- Чемпион Терсеры: 2007/08

«Барселона»
- Чемпион Испании (5): 2008/09, 2009/10, 2010/11, 2012/13, 2014/15
- Обладатель Кубка Испании (3): 2008/09, 2011/12, 2014/15
- Обладатель Суперкубка Испании (4): 2009, 2010, 2011, 2013
- Победитель Лиги чемпионов УЕФА (3): 2008/09, 2010/11, 2014/15
- Обладатель Суперкубка УЕФА (3): 2009, 2011, 2015
- Победитель Клубного чемпионата мира (2): 2009, 2011
- Итого: 20 трофеев

«Челси»
- Чемпион Англии: 2016/17
- Обладатель Кубка Англии: 2017/18
- Победитель Лиги Европы УЕФА: 2018/19
- Итого: 3 трофея

Сборная Испании
- Чемпион Европы: 2012
- Чемпион мира: 2010
- Итого: 2 трофея
- Всего за карьеру: 25 трофеев

Личные
- Молодой игрок года в Испании по версии ПФЛ: 2010[27]
- Премия принца Астурийского: 2010[28]
- Автор лучшего гола месяца английской Премьер-лиги (2): ноябрь 2016, апрель 2017

## Личная жизнь
Женат на Каролине Мартин. 4 апреля 2013 года у пары родился первенец, которого назвали Брайн Родригес Мартин. Старший брат — Кириан Родригес Ледесма (род. 1984) — также футболист.